# 合戸郵便局
合戸郵便局（ごうとゆうびんきょく）は福島県いわき市にある郵便局である。民営化前の分類では集配特定郵便局であった（現在は集配機能を廃止）。

## 概要
住所：〒970-1264 福島県いわき市三和町合戸駅37

## 沿革
- 1874年（明治7年）7月 - 合戸郵便取扱所として開設[1]。
- 1875年（明治8年）1月1日 - 合戸郵便局（五等）となる[1]。
- 1885年（明治18年）10月1日 - 貯金取扱を開始[1]。
- 1892年（明治25年）5月16日 - 為替取扱を開始[1]。
- 2007年（平成19年）10月1日 - 民営化に伴い、併設された郵便事業いわき支店合戸集配センターに一部業務を移管。
- 2012年（平成24年）10月1日 - 日本郵便株式会社発足に伴い、郵便事業いわき支店合戸集配センターを合戸郵便局に統合。
- 2017年（平成29年）3月6日 - 集配業務をいわき郵便局に移管。

## 取扱内容
- 郵便、印紙、ゆうパック、内容証明
- 貯金、為替、振替、振込、国債
- 生命保険、バイク自賠責保険
- ゆうちょ銀行ATM

## 周辺
- 光福寺
- 国道49号
- 磐越自動車道いわき三和IC

## アクセス
- 磐越自動車道いわき三和ICから南東へ約400m
- 国道49号沿い
- 駐車場あり：3台